# Lista de presidentes da Câmara Municipal de Campo Maior

## AlcaidesdeCampo Maior[1]
| Presidente                                                         | Início do mandato | Fim do mandato | Notas |
| ------------------------------------------------------------------ | ----------------- | -------------- | --- |
| Rui Gonçalves                                                      | 1337              | ?              | |
| João Vicente do Campo                                              | ?                 | ?              | bisneto paterno de Egas Coelho, senhor de Montalvo |
| Martim Afonso de Melo                                              | ?                 | ?              | guarda mor de D. João I |
| Rui Gomes da Silva (c. 1391 - c. 1449)                             | ?                 | ?              | 1.º alcaide-mór de Campo Maior (na família Silva) |
| Pedro Gomes da Silva (c. 1425 -1463)                               | ?                 | ?              | 2.º alcaide-mór de Campo Maior e Ouguela (filho do anterior e irmão do 1.º conde de Portalegre e de Santa Beatriz da Silva) |
| Afonso Teles da Silva, ou Afonso Teles de Meneses (c. 1440 - 1503) | ?                 | ?              | 3.º alcaide-mor de Campo Maior e Ouguela (irmão do anterior) |
| Rui Gomes da Silva (c. 1450 - 1506)                                | ?                 | ?              | 4.º alcaide-mór de Campo Maior, por mercê de D. Manuel de 24.03.1503 (filho do anterior) |
| Afonso Teles de Meneses (c. 1490 - ?)                              | ?                 | ?              | 5.º alcaide-mór de Campo Maior depois de janeiro de 1506 (filho do anterior) |
| Branca da Silva de Meneses                                         | ?                 | ?              | 6.ª Alcaidessa de Campo Maior, filha do anterior |
| Manuel Lobo (c. 1530 -?)                                           | ?                 | ?              | 7.º alcaide-mór de Campo Maior (sucedendo a sua mãe, D. Branca da Silva de Meneses, casada com D. Francisco Lobo, filho do 2.º Barão do Alvito)                                                                                           |
| António de Alcáçova Carneiro (c. 1540 - ?)                         | ?                 | ?              | 8.º alcaide-mór de Campo Maior (por sua mulher D. Maria de Noronha e Silva, filha do anterior alcaide) |
| Pedro de Alcáçova Carneiro (c. 1580 - ?)                           | ?                 | ?              | 9.º alcaide-mór de Campo Maior (filho do anterior) |
| António de Alcáçova Carneiro (Lisboa, 1608 - ?)                    | ?                 | ?              | 10.º alcaide-mór de Campo Maior, um dos conjurados de 1640 (filho do anterior) |
| Manuel de Melo (c. 1625 -?)                                        | ?                 | ?              | |
| Gonçalo da Costa de Menezes (c. 1650 -?)                           | ?                 | ?              | capitão-general de Angola, 11.º alcaide de Campo Maior na descendência dos Silvas (por sua mãe D. Mariana de Meneses, que era neta do primeiro António de Alcáçova, sendo assim sobrinha do 9.º Alcaide, e prima co-irmã do 10.º Alcaide) |
| João António de Alcáçova                                           | ?                 | ?              | 12.º alcaide de Campo Maior (filho do anterior) |
| Gonçalo Xavier de Alcáçova                                         | ?                 | ?              | 13.º alcaide de Campo Maior, por mercê de D. Maria I (filho do anterior) |

## Monarquia Constitucional(1887-1910)[2]
| Presidente                  | Início do Mandato | Fim do Mandato | Partido | Notas                     |
| Vitorino António dos Santos | 1837              | 1846           | ?       | Administrador do Concelho |

## Primeira República Portuguesa(1910-1926)[2]
| Presidente               | Início do Mandato | Fim do Mandato | Partido | Notas                                 |
| José Garcia Regala       | 1910              |                |         | Presidente da Comissão Administrativa |
| António Félix de Almeida | 1912              |                |         |                                       |
| Diogo Mexia Cayola Júnio | 1923              | 1924           |         |                                       |
| João Pedro Ruivo         | 1924              |                |         |                                       |

## Ditadura Nacional(1926-1933) eEstado Novo(1933-1974)[2]
| Presidente                          | Início do mandato | Fim do mandato | Partido                | Notas                                 |
| ----------------------------------- | ----------------- | -------------- | ---------------------- | ------------------------------------- |
| Francisco da Silva Telo da Gama     | 1933              | 1934           | União Nacional         | Presidente da Comissão Administrativa |
| João António Carreiras              | 1934              | 1934           | União Nacional         | Presidente da Comissão Administrativa |
| João Vitorino Muñoz                 | 1935              | 1935           | União Nacional         | Presidente da Comissão Administrativa |
| Manuel Joaquim Correia              | 1935              | 1938           | União Nacional         | Presidente da Comissão Administrativa |
| José Rodrigues Lavadinho Júnior     | 1938              | 1938           | União Nacional         |                                       |
| José Augusto Corte Real Mascarenhas | 1938              | 1945           | União Nacional         |                                       |
| João Vitorino Muñoz                 | 1945              | 1951           | União Nacional         |                                       |
| José António Pinheiro Júnior        | 1951              | 1962           | União Nacional         |                                       |
| Manuel Rui Azinhais Nabeiro         | 1962              | 1963           | Independente           |                                       |
| José Luís da Gama Telo Rasquilha    | 1963              | 1967           | União Nacional         |                                       |
| João de Matos Telo da Gama          | 1967              | 1971           | União Nacional         |                                       |
| Manuel Rui Azinhais Nabeiro         | 1972              | 1972           | Independente           |                                       |
| António Corado Alves                | 1973              | 1974           | Acção Nacional Popular |                                       |

## Terceira República(1974-)
| Presidente                      | Início do mandato | Fim do mandato | Partido            | Notas                                 |
| ------------------------------- | ----------------- | -------------- | ------------------ | ------------------------------------- |
| António Lopes de Almeida        | 1974              | 1975           | Partido Socialista | Presidente da Comissão Administrativa |
| Manuel Rui Azinhais Nabeiro     | 1976              | 1985           | Partido Socialista | empresário                            |
| Fernando Emiliano Vaz Caraças   | 1985              | 1989           | Partido Socialista |                                       |
| João do Nascimento Gama Guerra  | 1989              | 1997           | Partido Socialista |                                       |
| João Manuel Borrega Burrica     | 1997              | 2009           | Partido Socialista |                                       |
| Ricardo Miguel Furtado Pinheiro | 2009              | 2019           | Partido Socialista |                                       |
| João Marciano Azinhais Muacho   | 2019              | 2021           | Partido Socialista |                                       |
| Luís Fernando Martins Rosinha   | 2021              | 2025           | Partido Socialista | engenheiro                            |

1. ↑  Infopédia. «Castelo de Campo Maior». Infopédia. Consultado em 12 de dezembro de 2023
2. 1 2 3 4 5 6 7 8 9 10 11 12 13 14 15 16 17  CIES-IUL. «Eleições, Liderança e Responsabilização: a Representação Política em Portugal, uma perspetiva longitudinal e comparativa» (PDF). Consultado em 30 de novembro de 2023
3. ↑  «Diário da República» (PDF). 12 de janeiro de 1977. Consultado em 30 de novembro de 2023
4. ↑  «Diário da República» (PDF). 27 de janeiro de 1980. Consultado em 30 de novembro de 2023
5. ↑  «Diário da República» (PDF). 16 de janeiro de 1983. Consultado em 30 de novembro de 2023
6. ↑  «Diário da República» (PDF). 5 de janeiro de 1986. Consultado em 30 de novembro de 2023
7. ↑  «Diário da República» (PDF). 30 de agosto de 1990. Consultado em 30 de novembro de 2023
8. ↑  «Diário da República» (PDF). 3 de março de 1994. Consultado em 30 de novembro de 2023
9. ↑  «Diário da República» (PDF). 2 de março de 1998. Consultado em 30 de novembro de 2023
10. ↑  «Diário da República» (PDF). 27 de março de 2002. Consultado em 30 de novembro de 2023
11. ↑  «Diário da República» (PDF). 6 de março de 2006. Consultado em 30 de novembro de 2023
12. ↑  «Diário da República» (PDF). 11 de março de 2010. Consultado em 30 de novembro de 2023
13. ↑  «Diário da República» (PDF). 13 de dezembro de 2013. Consultado em 30 de novembro de 2023
14. ↑  «Diário da República» (PDF). 1 de outubro de 2017. Consultado em 30 de novembro de 2023
15. ↑  «Diário da República» (PDF). 29 de novembro de 2021. Consultado em 30 de novembro de 2023